# Grimoaldo IV di Benevento
Grimoaldo IV, detto Storeseyez (... – 817), è stato un principe longobardo, principe di Benevento dal 806 all'817.
Fu soprannominato così in quanto ricopriva a corte il grado di ufficiale della guardia del principe, che nell'antica lingua longobarda si diceva appunto storeseyez.

## Biografia

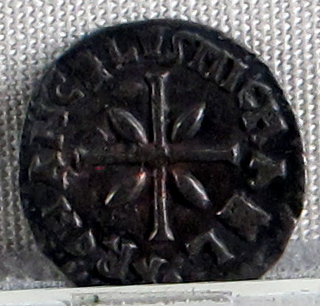
Zecca di Benevento, emissione argentea di Grimoaldo IV

Fu molto legato a Grimoaldo III che, essendo senza figli e riponendo in lui la massima fiducia, lo nominò suo successore in punto di morte.
La fiducia in Grimoaldo sarà ben presto delusa: lo Storeseyez, infatti, non possedeva né la grinta né l'abilità politica del suo predecessore. Il suo carattere rigido e fortemente sospettoso, la cattiva scelta di riportare la sede a Benevento da Salerno e la scarsa abilità diplomatica gli fecero nascere tutt'intorno focosi rancori.
Come riportato dal Chronicon Salernitanum, Sicone, gastaldo di Acerenza e Radelchi di Conza ordirono nell'817 una congiura, che culminò con l'assassinio di Grimoaldo IV per mano di un sicario di nome Agelmondo. La morte del principe segnò l'inizio di una spaventosa guerra per la conquista del potere, finché lo stesso Sicone fu nominato principe.